# Franciska (sekira)
Franciska je bila metalna sekira Frankov in je predstavljala poleg meča in sulice osnovno orožje frankovskih vojščakov.
Franciska je bila primarno orožje in ne orodje kot npr. tomahavk, saj je bila aerodinamično oblikovana in tako slabo primerna za kakršnekoli druge namene.